# Symfonie nr. 1 (Penderecki)
Krzysztof Penderecki componeerde zijn Symfonie nr. 1 (toen nog symfonie geheten) voor een machinefabriek in Engeland: Perkins Engines te Peterborough. Inspiratie voor dit werk deed Penderecki op tijdens een verblijf in Ravenna.
De symfonie is geschreven in een muzikale voortgang op zijn werken uit de jaren zestig, toen de experimenteerdrang nog hevig aanwezig was, maar de componist probeerde die wel al te vertalen naar de meer klassieke traditie. Alleen al het feit dat hij een klassieke structuur als symfonie gebruikte wijst daarop. Destijds vond men het ongepast dat moderne componisten een symfonie schreven; die muziekvorm was al jarenlang op sterven na dood verklaard. De technieken die hij had opgedaan in Threnos en Fluorescenties zijn wel hoorbaar, maar lang niet meer zo openlijk en opdringerig als in die werken.
De compositie begint met een twee minuten durende inleiding met alleen maar slagwerkinstrumenten. De componist ontkent dat dit staat voor de geluiden uit de machinefabriek, maar opvallend is het wel. Het slagwerk blijft de gehele compositie van groot belang bij het op gang brengen of juist afbreken van opgestarte melodielijnen (voor zover er sprake is van melodie).
De compositie is eendelig (er wordt continu gespeeld), maar vier delen zijn wel te onderscheiden:
1. Arche I (verwijst naar de koepel in Ravenna)
2. Dynamis I (Dynamis betekent beweging)
3. Dynamis II
4. Arche II.

Arche II kan gezien worden als een coda. De EMI-uitgave houdt het op twee delen (Arche I/Dynamis I; Dynamis II/Arche II).
De première vond plaats onder leiding van de dirigent zelf met het London Symphony Orchestra, in de kathedraal van Peterborough.

## Bron en discografie
- Uitgave Naxos; Nationaal Pools Radio Symfonie Orkest (Katowice) onder leiding van Antoni Wit;
- Uitgave EMI Matrix; LSO onder leiding van de componist (opname juli 1973); toen het werk nog symfonie heette.

Nr. 1 · Nr. 2 · Nr. 3 · Nr. 4 · Nr. 5 · Nr. 6 · Nr. 7 · Nr. 8